# Fakó csillagoskolibri
A fakó csillagoskolibri (Coeligena orina) a madarak (Aves) osztályába, ezen belül a  sarlósfecske-alakúak (Apodiformes) rendjéhez és a kolibrifélék (Trochilidae) családjához tartozó faj.

## Rendszerezése
A fajt Alexander Wetmore amerikai ornitológus írta le 1953-ban. Besorolása vitatott egyes rendszerezők szerint az aranymellű csillagoskolibri alfaja Coeligena bonapartei orina néven.

## Előfordulása
A Nyugati-Kordillerák hegyei közt, Kolumbia területén honos. A természetes élőhelye szubtrópusi és trópusi hegyi esőerdők és bokrosok.

## Megjelenése
Testhossza 11 centiméter, testtömege 7 gramm.

## Külső hivatkozás
- Képek az interneten a fajról